# Iida Kaori
Iida Kaori (飯田圭織; Muroran, Hokkaido, 1981. augusztus 8. –) japán énekesnő és színésznő, a Morning Musume első generációjának tagja, az UFP szólistája.

## Élete

### 1997–2001
1997-ben indult a SharanQ női vokalistáját kereső meghallgatáson, de nem nyert. Bekerült azonban azon öt lány közé, akikből Cunku később megalapította Morning Musume-t. 1998-ban tagja lett a a Tanpopo-nak is. 2000-ben az Aoiro 7 nevű kevert csapat tagja lett, majd 2001-ben ugyanígy a 10-nin Matsuri csapatba is bekerült. Ebben az évben Nakazava Júko távozásával ő lett a MoMusu vezetője.

### 2002–2005
2002-ben kilépett a Tanpopo-ból, 2003-ban a 11Water kevert csapat tagja lett. 2004-ben részt vett a H!P All Stars-ban, majd 2005-ben a Puripuri Pink-ben. Ebben az évben kezdte el szólókarrierjét, és színészkedni is kezdett, és ekkor, mint az utolsó első generációs tag, e is hagyta a csoportot.

### 2007–2009
2007-ben a Morning Musume fennállásnak 10 évfordulója alkalmából bekerült a Morning Musume Tanjo 10nen kinentai nevű unitba. Júliusban bejelentették, hogy összeházasodik a 7 House tagjával, Kendzdi-vel és hogy 10 hetes terhes. A baba születéséről 2008 februárjában, születésnapi fanklub event-jén adott hírt. Sajnos a kisfiú féléves korában veseelégtelenségben elhunyt. A tragédia után csaknem másfél évvel tért csak vissza a H!P-hez, mikor az egész Elder Club elhagyta azt. 2009 áprilisában a Morning Musume volt tagjainak hivatalos fanklubjához, az M-line-hoz csatlakozott.

### 2010–2011
2010-ben a Morning Musume első generációjának 3 tagjával több event-et is tartott, majd tagja lett a Georgia Coffee-t reklámozó Afternoon Musume-nek. Decemberben különleges karácsonyi live-ot tartott. 2011-ben Valentin napi eventet tartott a Vinoteca Stage-en. Ebben az évben tagja lett a Dream Morning Musume-nek.

### 2012–2013
2012 decemberében bejelentette, hogy terhes, és 2013 májusában életet adott egy egészséges kisfiúnak.

### 2016–2017
2016-ban több mint egy évtizedes kihagyás után megjelent ötödik szólóalbuma, az “ONDAS”. 2017 májusában bejelentette, hogy várandós.

## Diszkográfia

### Albumok
- Osavurio ~Ai wa Matte Kurenai~ (2003. 04. 23.)
- Paradinome ~Koi ni Mi wo Yudanete~ (2003. 10. 22.)
- Avenir ~Mirai~ (2004. 12. 29.)
- Plein d’Amour ~Ai ga Ippai~ (2005. 12. 21.)
- ONDAS (2016. 07. 20.)

### Kislemezek
- Aegekai ni Dakarete (2004. 02. 04.)
- Door no Mukou de Bell ga Natteta (2004. 07. 28.)